# Platyrhynque roux
Cnipodectes superrufus
Espèce
Statut de conservation UICN

 VU  : Vulnérable
Le Platyrhynque roux (Cnipodectes superrufus), aussi appelé Tyranneau roux, est une espèce de passereau de la famille des Tyrannidae, découverte en 1990 au Pérou et décrite en 2007 par Daniel F. Lane, Grace P. Servat, Thomas Valqui H. et Frank R. Lambert.

## Distribution et habitat
Cet oiseau vit au sud-est du Pérou, au nord-ouest de la Bolivie et, peut-être, dans l'État d'Acre, dans l'ouest du Brésil,. Il vit dans des forêts où les Bambusoideae prédominent, notamment les guadua.